# Alcáçovas (Fluss)
Der Alcáçovas (portugiesisch Ribeira das Alcáçovas) ist ein Fluss in der Region Alentejo Portugals, der durch die Distrikte Évora und Setúbal fließt. Er entsteht durch den Zusammenfluss von Valverde (portugiesisch Ribeira de Valverde) und São Brissos (portugiesisch Ribeira de São Brissos) ungefähr 15 Kilometer südwestlich der Stadt Évora, fließt dann in westlicher Richtung und mündet schließlich oberhalb der Stadt Alcácer do Sal in den Sado.
Ungefähr sechs Kilometer vor der Mündung in den Sado wird der Alcáçovas durch die Talsperre Pego do Altar zu einem Stausee aufgestaut.